# Rimbach-près-Guebwiller
Pour les articles homonymes, voir Rimbach.
Ne doit pas être confondu avec Rimbach-près-Masevaux.
Rimbach-près-Guebwiller est une commune française située dans l'aire d'attraction de Mulhouse et faisant partie de la collectivité européenne d'Alsace (circonscription administrative du Haut-Rhin), en région Grand Est.
Cette commune se trouve dans la région historique et culturelle d'Alsace.

## Géographie
Rimbach fait partie du canton de Guebwiller et de l'arrondissement de Thann-Guebwiller. Il se trouve au fond d'un étroit vallon, situé au pied du Grand Ballon. Une route à la sortie de la ville de Soultz-Haut-Rhin permet de se rendre jusqu'à cette localité en empruntant la route qui va à Jungholtz. Au milieu de ce village, il faut prendre la D 5¹ qui bifurque à droite de Jungholtz.
La vallée du Rimbach située sur le flanc d'une montagne et de forêts se perd sur les hauteurs du Grand Ballon et conserve encore des métairies comme le Glashütte et le Boelchenhütte. À droite de la vallée de Rimbach, on trouve la vallée de Guebwiller dont un chemin forestier permet d'y accéder en passant vers le Bildstoeckel. Les habitants sont désignés sous le nom de Rimbachois.
C'est une des 188 communes du parc naturel régional des Ballons des Vosges.
| Murbach          | Buhl                    | Guebwiller  |
|                  | Rimbach-près-Guebwiller | Rimbachzell |
| Soultz-Haut-Rhin |                         |             |

### Lieux-dits et écarts

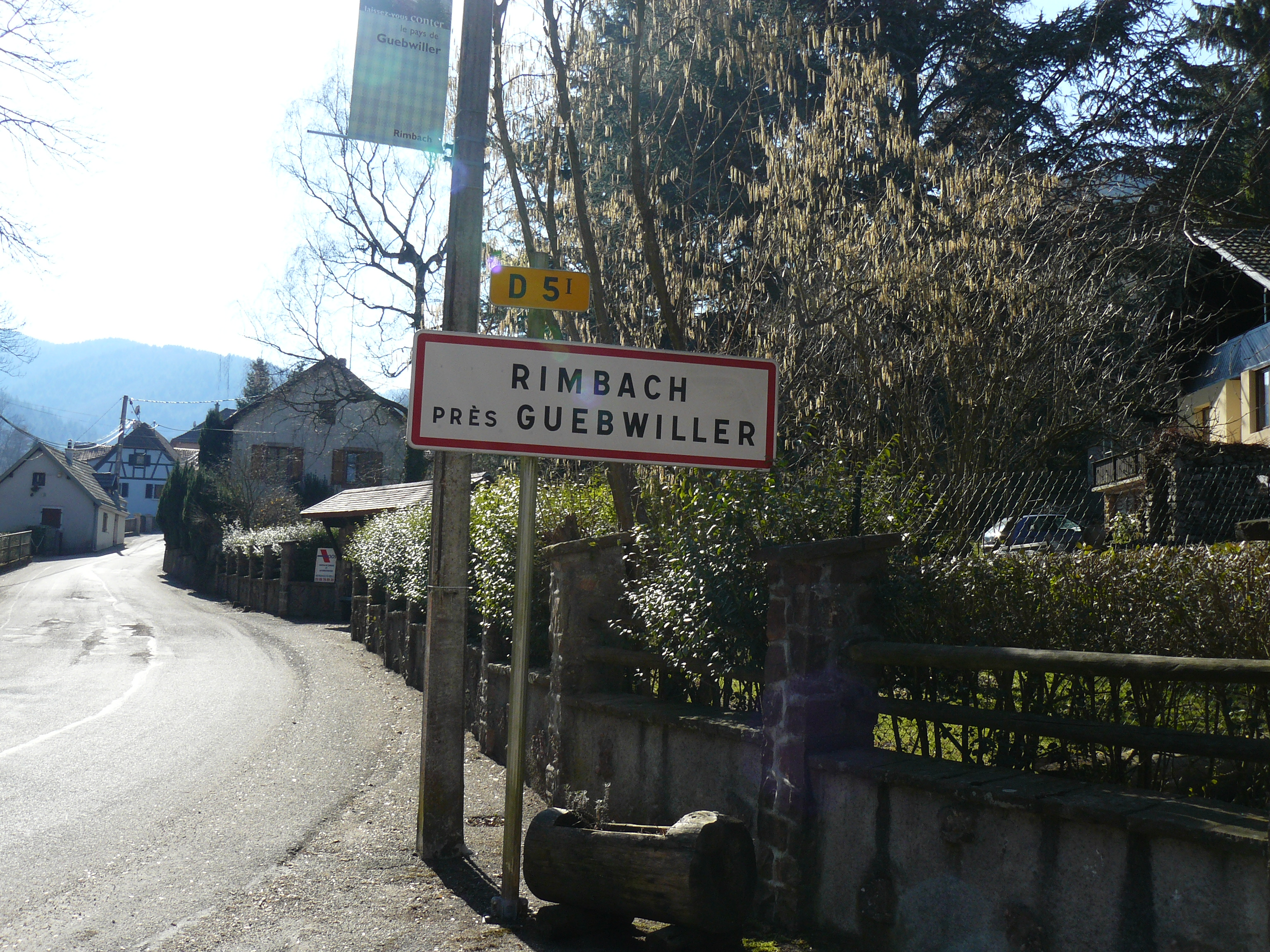
Entrée du village de Rimbach-près-Guebwiller par la route D 5-1.

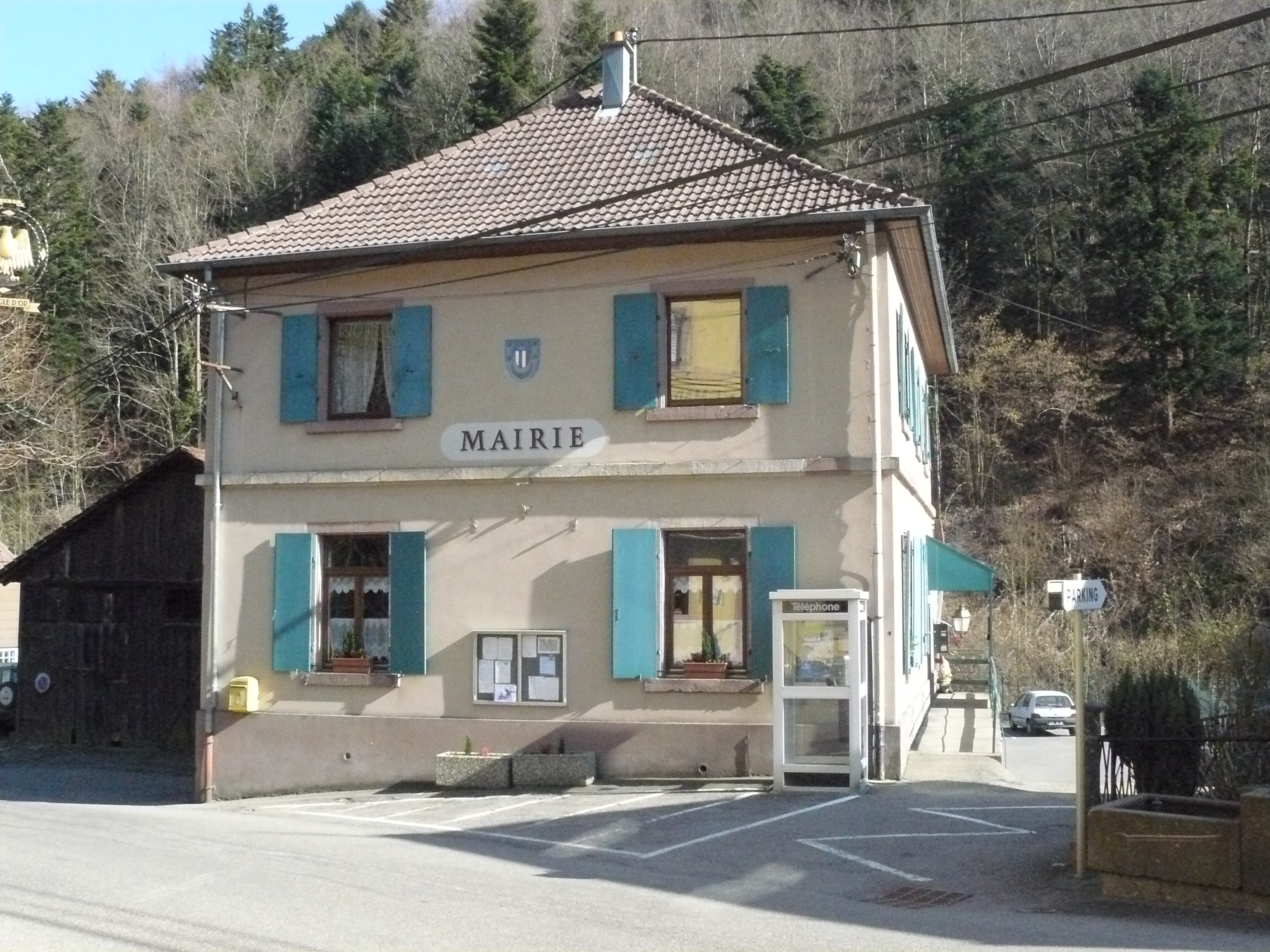
Mairie de Rimbach-près-Guebwiller.

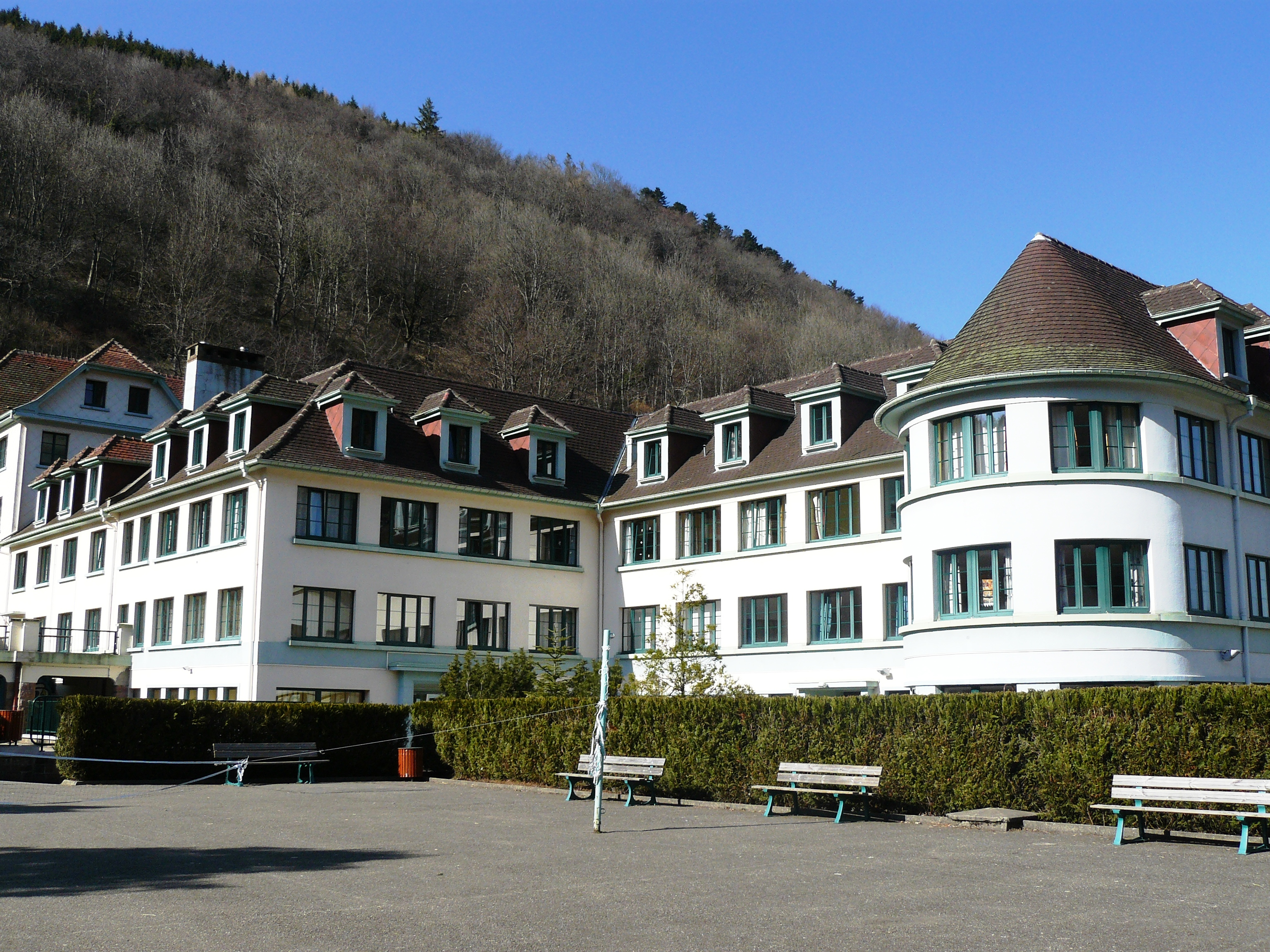
Le Chalet, home pour enfants (Rimbach-près-Guebwiller).

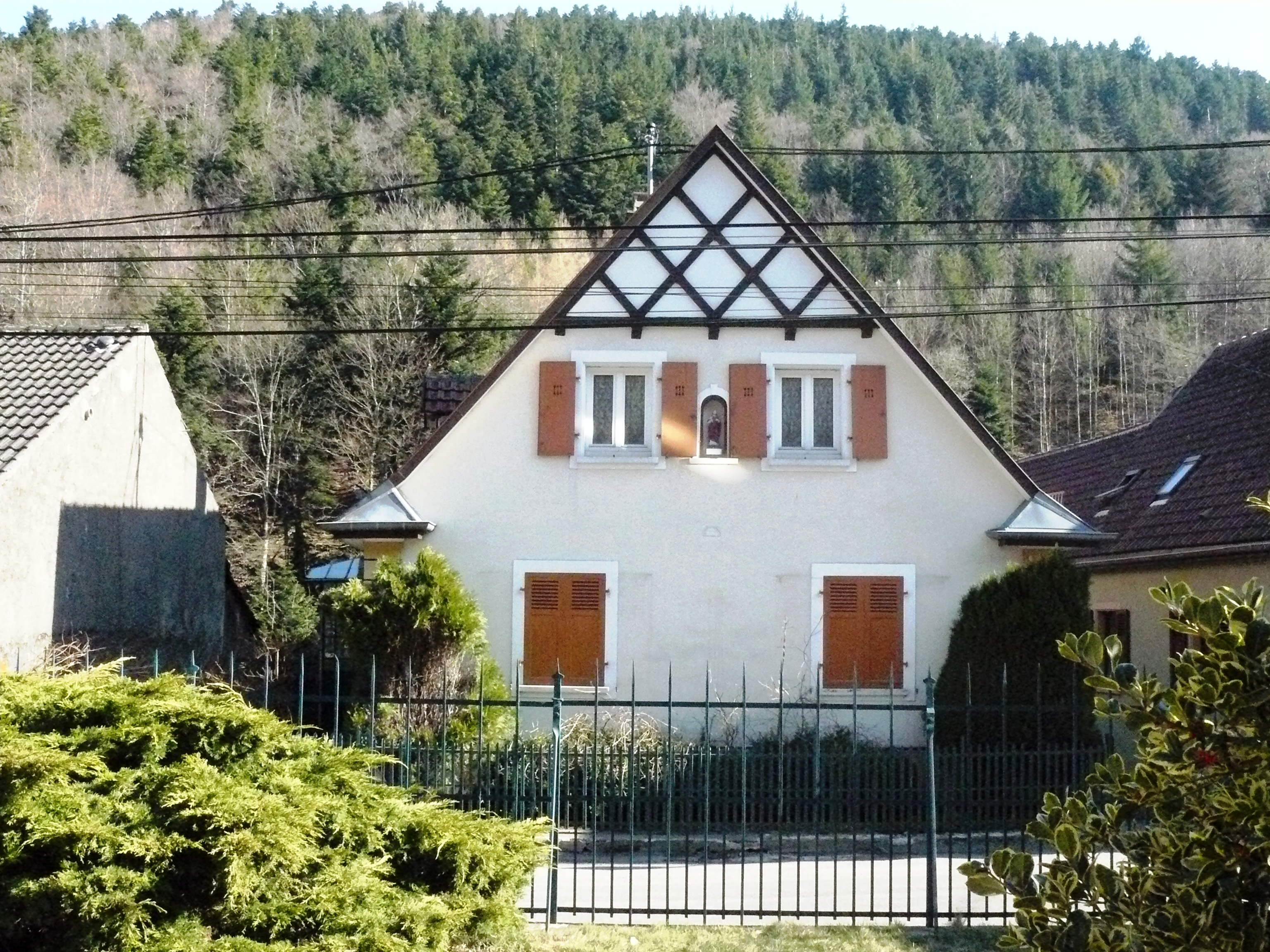
Maison comportant une niche qui fut auparavant l'ancien presbytère.

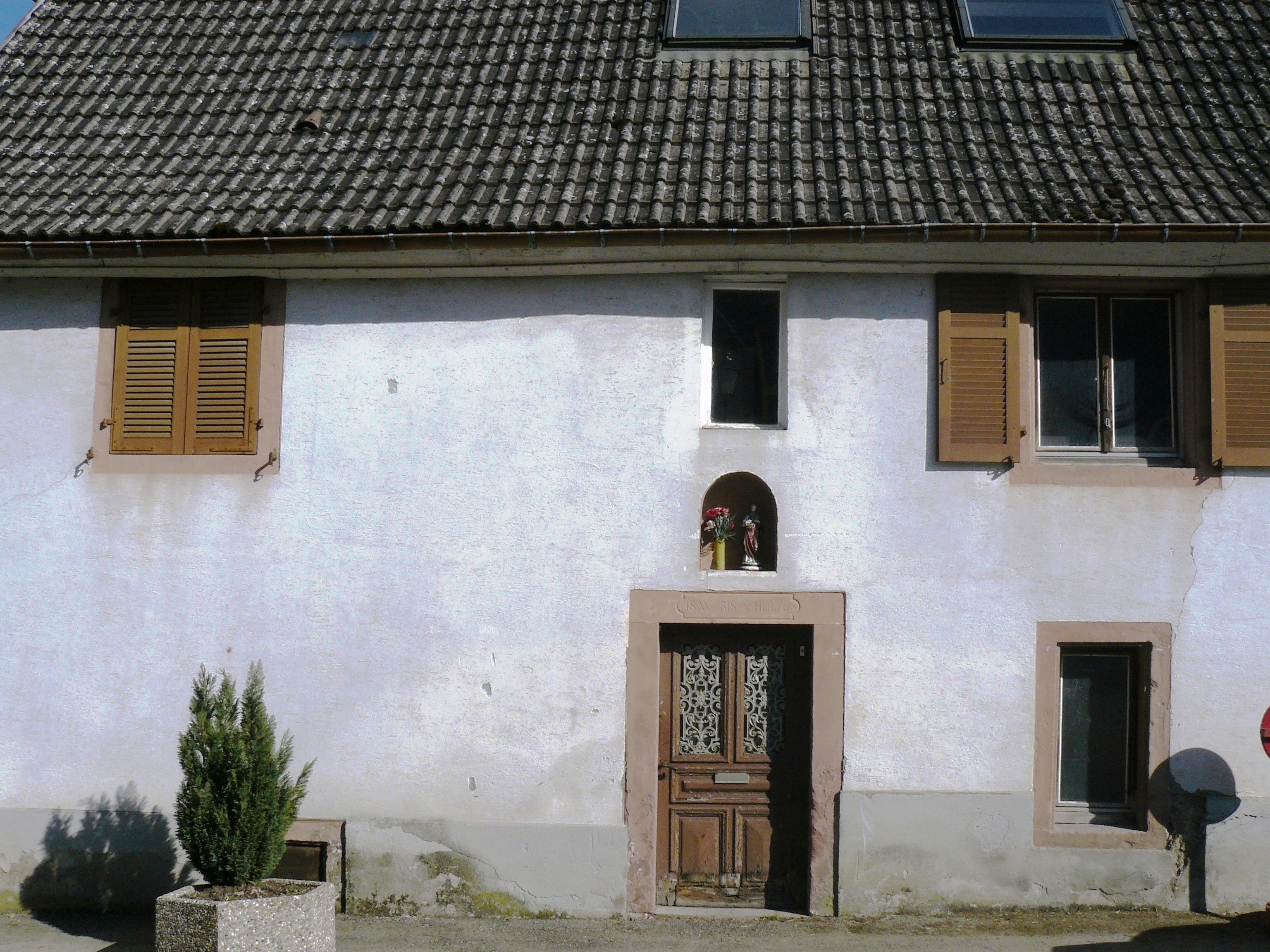
Maison comportant une petite niche avec statue.

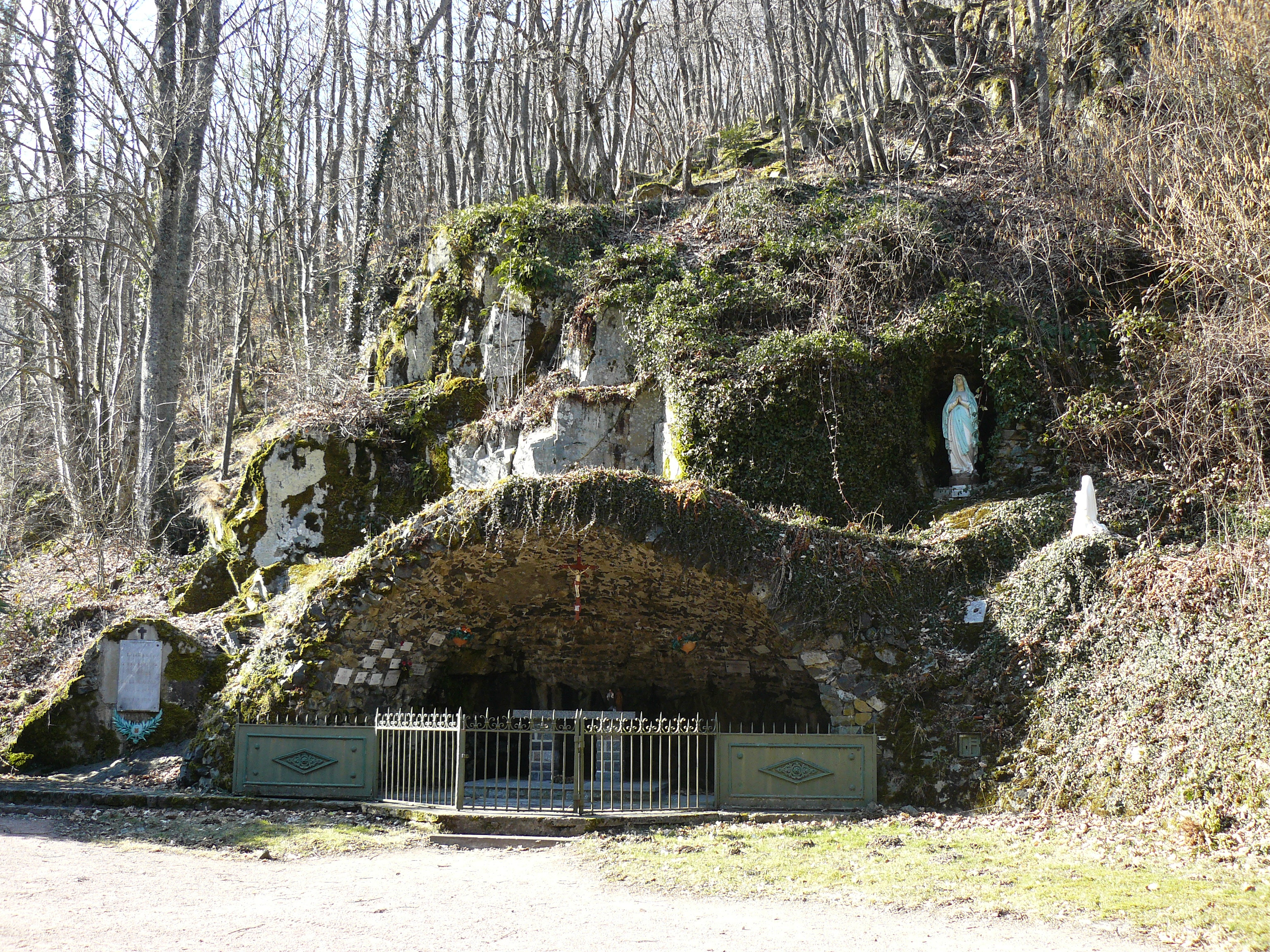
Grotte de Notre-Dame de Lourdes.

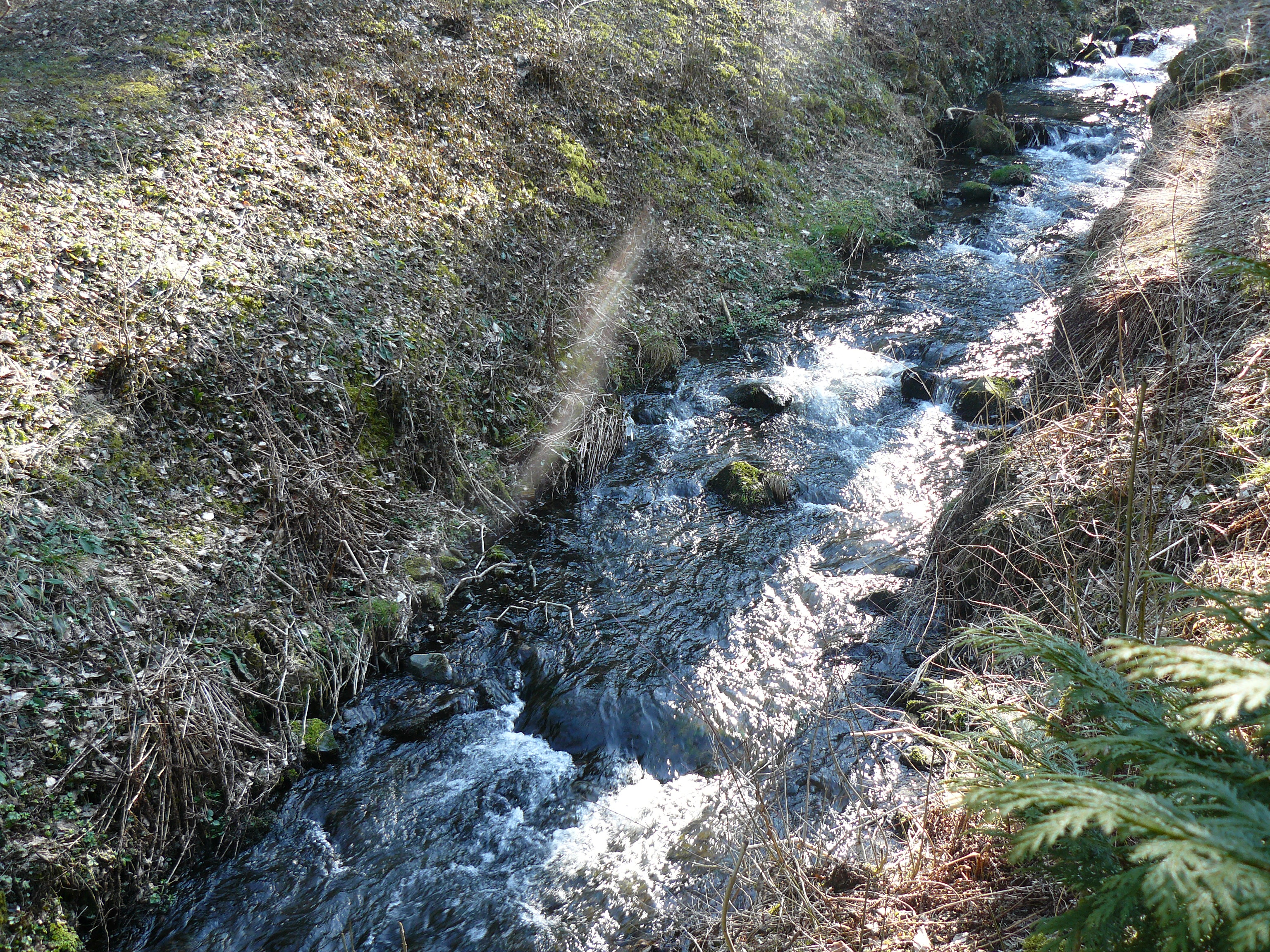
Le ruisseau du Rimbach.

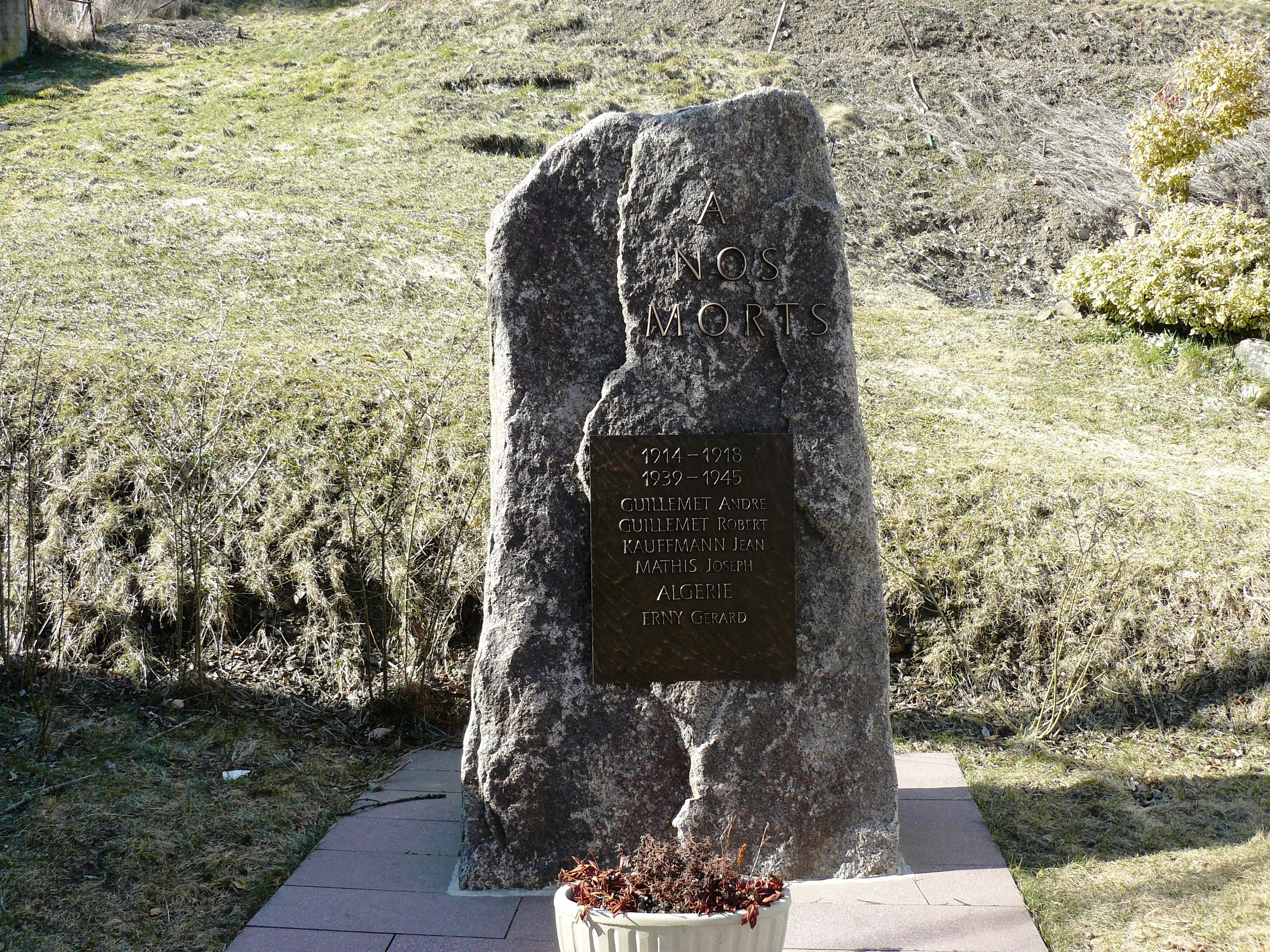
Monument aux morts.

- Boelchenhütte ;
- Glasshutte ;
- Sudel.

### Cours d'eau
- Le Rimbach.

### Hydrographie

#### Réseau hydrographique
La commune est dans le bassin versant du Rhin au sein du bassin Rhin-Meuse. Elle est drainée par le Rimbach,.
Le Rimbach, d'une longueur de 18 km, prend sa source dans la commune de Soultz-Haut-Rhin et se jette  dans le Lohbach à Ungersheim, après avoir traversé huit communes. 

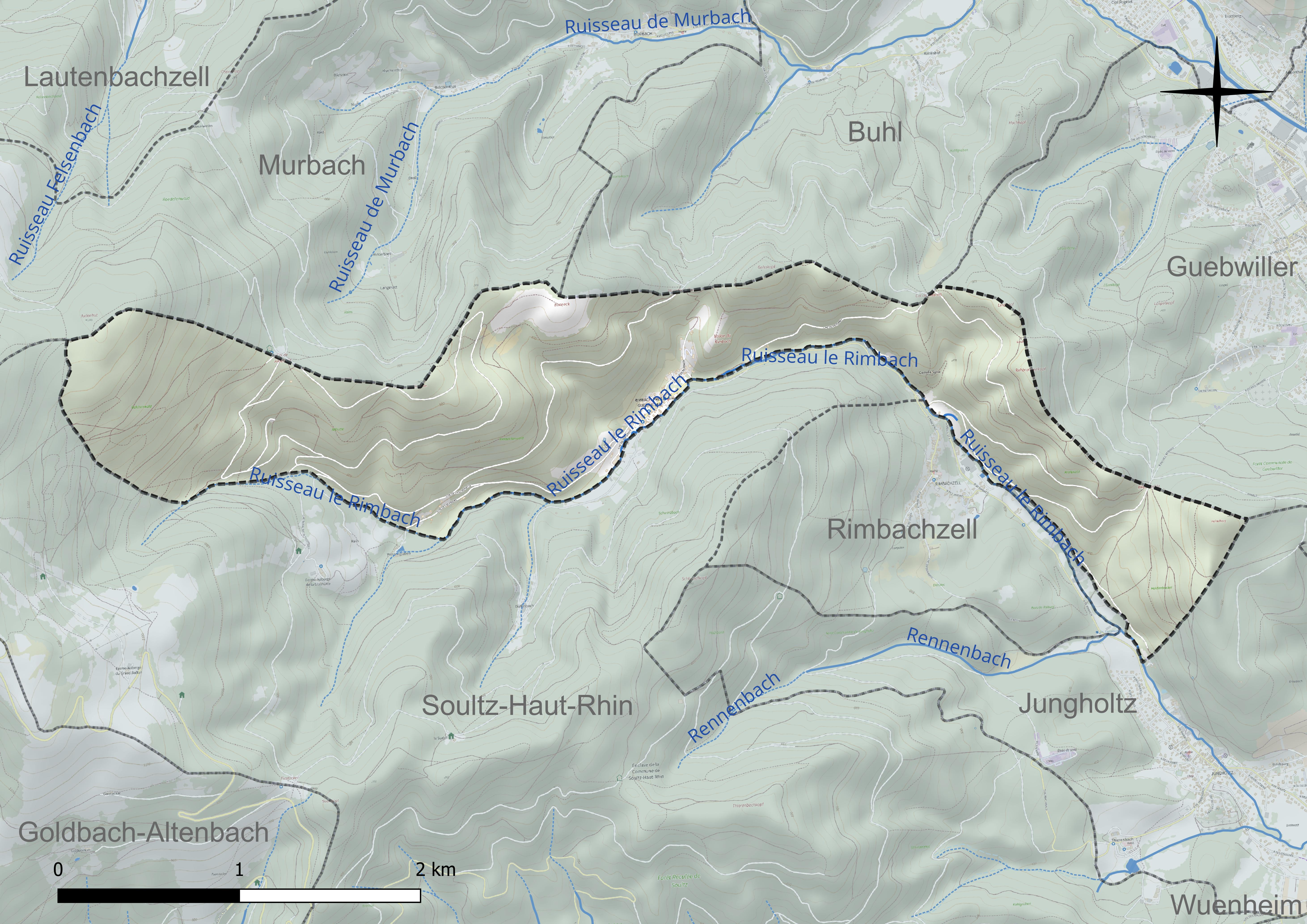
Réseau hydrographique de Rimbach-près-Guebwiller.

#### Gestion et qualité des eaux
Le territoire communal est couvert par le schéma d'aménagement et de gestion des eaux (SAGE) « Lauch ». Ce document de planification concerne les bassins versants de la Lauch, de l’Ohmbach et du Rimbach, dont le territoire s'étend sur 358 km2. Le périmètre a été arrêté le 7 mars 2013 et le SAGE proprement dit a été approuvé le 15 janvier 2020. La structure porteuse de l'élaboration et de la mise en œuvre est le syndicat mixte « Rivières de Haute-Alsace ». 
La qualité des cours d’eau peut être consultée sur un site dédié géré par les agences de l’eau et l’Agence française pour la biodiversité. 

### Climat
Pour des articles plus généraux, voir Climat du Grand Est et Climat du Haut-Rhin.
En 2010, le climat de la commune est de type climat de montagne, selon une étude du Centre national de la recherche scientifique s'appuyant sur une série de données couvrant la période 1971-2000. En 2020, Météo-France publie une typologie des climats de la France métropolitaine dans laquelle la commune est exposée à un climat semi-continental et est dans la région climatique  Vosges, caractérisée par une pluviométrie très élevée (1 500 à 2 000 mm/an) en toutes saisons et un hiver rude (moins de 1 °C). 
Pour la période 1971-2000, la température annuelle moyenne est de 9 °C, avec une amplitude thermique annuelle de 16,8 °C. Le cumul annuel moyen de précipitations est de 1 198 mm, avec 12,1 jours de précipitations en janvier et 10,8 jours en juillet. Pour la période 1991-2020, la température moyenne annuelle observée sur la station météorologique de Météo-France la plus proche, « Guebwiller », sur la commune de Guebwiller à 4 km à vol d'oiseau, est de 11,4 °C et le cumul annuel moyen de précipitations est de 919,6 mm. 
La température maximale relevée sur cette station est de 39,9 °C, atteinte le 13 août 2003 ; la température minimale est de −16,3 °C, atteinte le 20 décembre 2009,,. 
Les paramètres climatiques de la commune ont été estimés pour le milieu du siècle (2041-2070) selon différents scénarios d'émission de gaz à effet de serre à partir des nouvelles projections climatiques de référence DRIAS-2020. Ils sont consultables sur un site dédié publié par Météo-France en novembre 2022.

## Urbanisme

### Typologie
Au 1er janvier 2024, Rimbach-près-Guebwiller est catégorisée commune rurale à habitat dispersé, selon la nouvelle grille communale de densité à sept niveaux définie par l'Insee en 2022.
Elle est située hors unité urbaine. Par ailleurs la commune fait partie de l'aire d'attraction de Mulhouse, dont elle est une commune de la couronne,. Cette aire, qui regroupe 132 communes, est catégorisée dans les aires de 200 000 à moins de 700 000 habitants,.

### Occupation des sols
L'occupation des sols de la commune, telle qu'elle ressort de la base de données européenne d’occupation biophysique des sols Corine Land Cover (CLC), est marquée par l'importance des forêts et milieux semi-naturels (96,4 % en 2018), une proportion identique à celle de 1990 (96,4 %). La répartition détaillée en 2018 est la suivante : 
forêts (96,4 %), zones agricoles hétérogènes (3,4 %), zones urbanisées (0,1 %), prairies (0,1 %). L'évolution de l’occupation des sols de la commune et de ses infrastructures peut être observée sur les différentes représentations cartographiques du territoire : la carte de Cassini (XVIIIe siècle), la carte d'état-major (1820-1866) et les cartes ou photos aériennes de l'IGN pour la période actuelle (1950 à aujourd'hui).

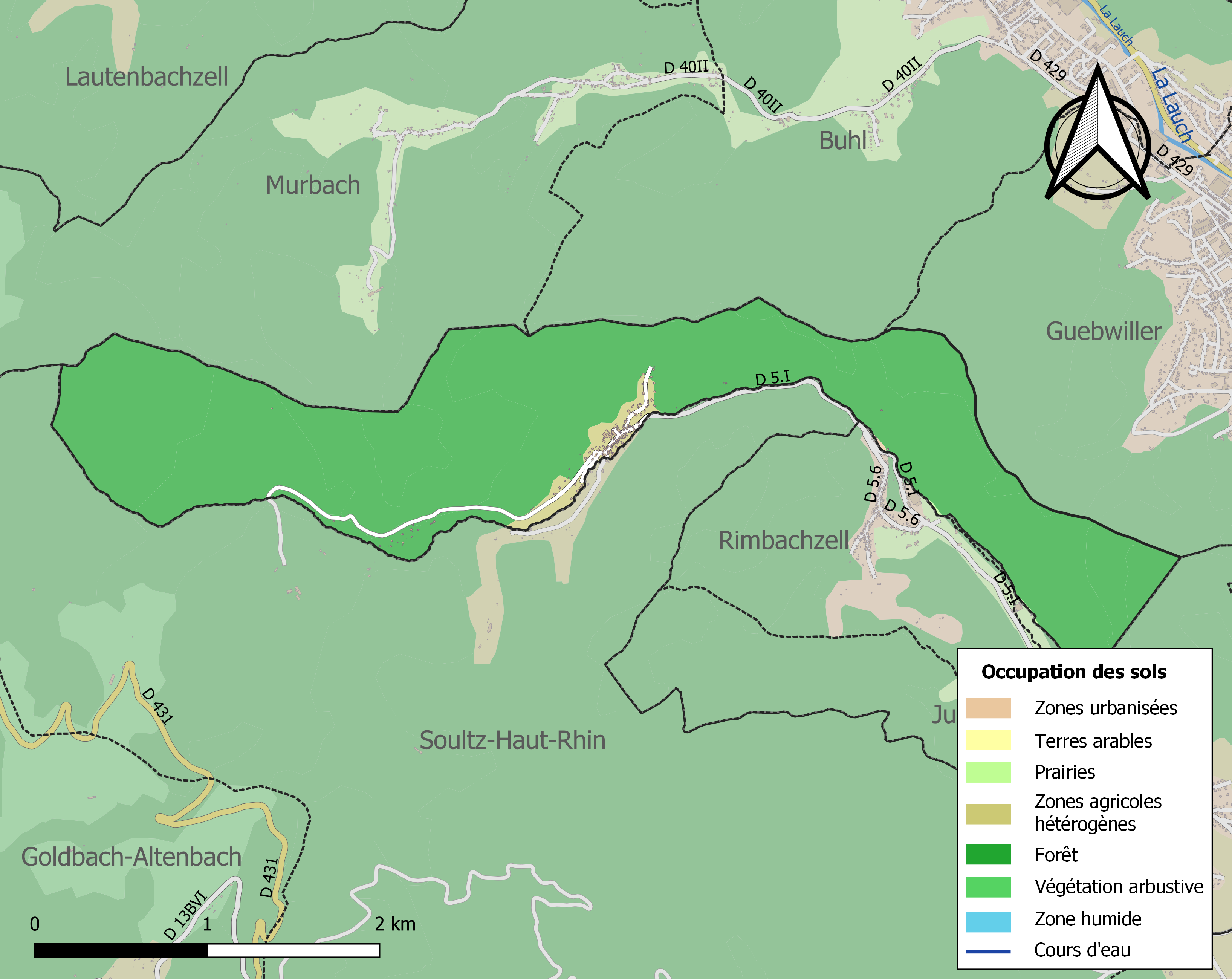
Carte des infrastructures et de l'occupation des sols de la commune en 2018 (CLC).

## Histoire
Le village est mentionné en 1291 sous le nom de Rinpach.

### Toponymie
L'origine du nom du village provient de l'allemand Rinde = bovin d'élevage, et de Bach = rivière

### Apparition du village
Une petite colonie de défrichement installée au Moyen Âge au pied du massif du Grand Ballon semble être à l'origine de Rimbach. C'est sous le nom de Rinpach, vers 1291, qu'apparaît le village. Il fut une possession du bailliage de Soultz relevant de l'évêque de Strasbourg qui l'inféode aux seigneurs de Jungholtz jusqu'en 1784.Ce village était autrefois composé d'habitations dispersés le long du ruisseau, aux deux extrémités. Le village dépendait de la paroisse de Soultz, il fut ensuite réuni à la paroisse de Rimbachzell et en 1850 forma une paroisse indépendante. En 1755, l'agglomération comptait 16 familles de bûcherons et de charbonniers.

### l'exploitation d'une verrerie
Au XVIIIe siècle, l'économie locale repose essentiellement sur la verrerie et l'exploitation de la forêt. En 1976, on a découvert une galerie de sondage et des traces de prospection sur les flancs de l'Ebeneck qui attestent de l'exploitation de minerais dans le vallon dès le XVIe siècle. Vers 1700, l'abondance du bois permet l'installation d'une verrerie à Dieffenbach et à la Glashütte, deux hameaux voisins sur le banc communal de Soultz. Cette activité s'interrompit dès 1714 avec le départ des verriers pour les terres de l'abbaye de Murbach. Le village s'oriente alors sur la culture et surtout l'élevage et l'exploitation de la forêt.

### Des conditions de vie très dures
La modestie des ressources et la dureté des conditions de vie explique en grande partie la stagnation du nombre d'habitants dans cette commune : 287 habitants en 1801 pour un maximum de 400 en 1846. Au XIXe siècle, une usine textile s'implante dans la commune, face à Rimbach-Zell. En amont, une importante carrière est exploitée jusqu'en 1956.

### Première Guerre mondiale
Située sur la ligne de front au cours de la Première Guerre mondiale, Rimbach souffre beaucoup des bombardements français et doit être évacué en janvier 1916. La commune vit aujourd'hui principalement du tourisme, et d'un foyer « le Chalet », pour enfants.
La commune a été décorée le 02 novembre 1921 de la croix de guerre 1914-1918.

### Héraldique
| Blason de Rimbach-près-Guebwiller | Les armes de Rimbach-près-Guebwiller se blasonnent ainsi : « D'azur à l'écu avec filière d'or palé de quatre pièces d'argent et de gueules soutenu en pointe par un croissant montant d'or et accompagné de cinq étoiles à six rais de même, trois en chef, une à dextre, une à sénestre. » |

## Politique et administration

### Budget et fiscalité 2014
En 2014, le budget de la commune était constitué ainsi :
- total des produits de fonctionnement : 197 000 €, soit 838 € par habitant ;
- total des charges de fonctionnement : 161 000 €, soit 686 € par habitant ;
- total des ressources d’investissement : 13 000 €, soit 55 € par habitant ;
- total des emplois d’investissement : 29 000 €, soit 124 € par habitant.
- endettement : 1 000 €, soit 5 € par habitant.

Avec les taux de fiscalité suivants :
- taxe d’habitation : 4,59 % ;
- taxe foncière sur les propriétés bâties : 7,34 % ;
- taxe foncière sur les propriétés non bâties : 48,96 % ;
- taxe additionnelle à la taxe foncière sur les propriétés non bâties : 0,00 % ;
- cotisation foncière des entreprises : 0,00 %.

### Liste des maires
| Période                                  | Période                   | Identité                                           | Étiquette | Qualité |
| ---------------------------------------- | ------------------------- | -------------------------------------------------- | --------- | ------- |
| mars 2001                                | 2014                      | André Schmuck                                      |           |         |
| mars 2014                                | En cours (au 25 mai 2020) | Alain Furstenberger Réélu pour le mandat 2020-2026 |           |         |
| Les données manquantes sont à compléter. |                           |                                                    |           |         |

## Démographie
L'évolution du nombre d'habitants est connue à travers les recensements de la population effectués dans la commune depuis 1793. Pour les communes de moins de 10 000 habitants, une enquête de recensement portant sur toute la population est réalisée tous les cinq ans, les populations de référence des années intermédiaires étant quant à elles estimées par interpolation ou extrapolation. Pour la commune, le premier recensement exhaustif entrant dans le cadre du nouveau dispositif a été réalisé en 2006.

En 2022, la commune comptait 211 habitants, en évolution de +12,23 % par rapport à 2016 (Haut-Rhin : +0,66 %, France hors Mayotte : +2,11 %).
| 1793 | 1800 | 1806 | 1821 | 1831 | 1841 | 1846 | 1851 | 1856 |
| ---- | ---- | ---- | ---- | ---- | ---- | ---- | ---- | ---- |
| 481  | 405  | 341  | 427  | 479  | 501  | 510  | 506  | 469  |

| 1861 | 1866 | 1871 | 1875 | 1880 | 1885 | 1890 | 1895 | 1900 |
| ---- | ---- | ---- | ---- | ---- | ---- | ---- | ---- | ---- |
| 512  | 519  | 343  | 342  | 354  | 342  | 320  | 306  | 314  |

| 1905 | 1910 | 1921 | 1926 | 1931 | 1936 | 1946 | 1954 | 1962 |
| ---- | ---- | ---- | ---- | ---- | ---- | ---- | ---- | ---- |
| 287  | 267  | 198  | 197  | 203  | 185  | 211  | 217  | 161  |

| 1968 | 1975 | 1982 | 1990 | 1999 | 2006 | 2011 | 2016 | 2021 |
| ---- | ---- | ---- | ---- | ---- | ---- | ---- | ---- | ---- |
| 164  | 235  | 188  | 223  | 244  | 243  | 235  | 188  | 203  |

| 2022 | - | - | - | - | - | - | - | - |
| ---- | - | - | - | - | - | - | - | - |
| 211  | - | - | - | - | - | - | - | - |

## Lieux et monuments

### Église de l'Épiphanie

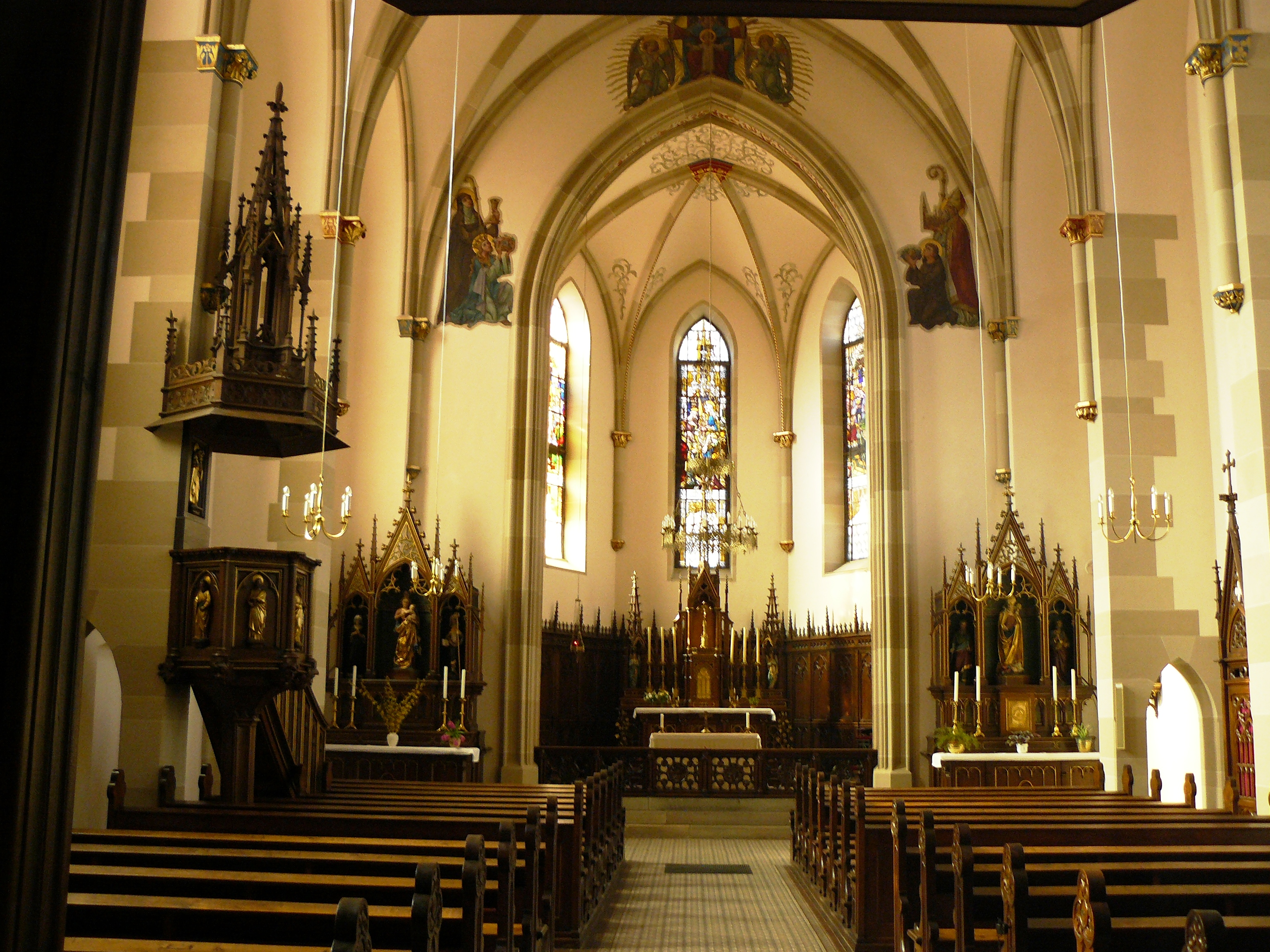
L'intérieur de l'église.

Une chapelle existe dans le village au XVIIIe siècle. Jusqu'en 1784, les habitants relèvent de la paroisse de Soultz, avant de dépendre de Rimbach-Zell. Rimbach devient une paroisse indépendante en 1850. Trop petite, l'ancienne chapelle est démontée pour mettre en place l'église actuelle construite entre 1867 et 1868 à l'époque du curé Charles Herbst et du maire Antoine Fallecker.
L'église fut très endommagée au cours de la Première Guerre mondiale. Elle fut reconstruite en 1928 sous la prêtrise de Thiébaut Eguemann, curé de la paroisse, et le mandat de Emile Florentz, maire de Rimbach. Appelée église de l'épiphanie. Elle est ouverte tous les jours. Elle a aussi la particularité de sonner chaque quart d'heure en plus des heures, mais aussi l'angélus.
Elle doit sa célébrité à son orgue l'Opus 31 de Georges Schwenkedel qui est particulièrement bien conservé. Pour son histoire, avant cet instrument, le village vit arriver son premier orgue en 1868. Noté en mauvais état en 1892, il fut réparé trois ans après par Joseph Antoine Berger. Il fut détruit en 1916 lors de la destruction de l'église. Entre 1931 et 1936, Georges Schwenkedel construisit l'orgue actuel dans un buffet en chêne de la Maison Rudtmann & Guthmann. Il ressemble beaucoup à celui de Steinbach.

### Monument aux morts
Plaque faisant office de monument aux Morts,

### Calvaire (1826)
Au XIXe siècle, un cimetière est installé à la suite de la croissance démographique. Un calvaire est installé au milieu du cimetière. Celui-ci de composition très simple porte l'année 1826.

### Grotte de Lourdes
Cette grotte de Lourdes se trouve à l'entrée du village et est installée dans la roche.

### Oratoire
Situé chemin du Peternit.

### Maisons portant des niches
Il existe à Rimbach quelques maisons d'habitation dont les linteaux sont surmontés d'une niche. L'une de ces maisons permet d'apercevoir une niche de Saint Judas Thadé et l'autre une niche de la Vierge Marie.

### Maison rurale duXIXesiècle
Le service régional de l'inventaire a effectué une étude d'ensemble du patrimoine sur l'aire de Guebwiller.

### Ferme-auberge de la Glasshutte

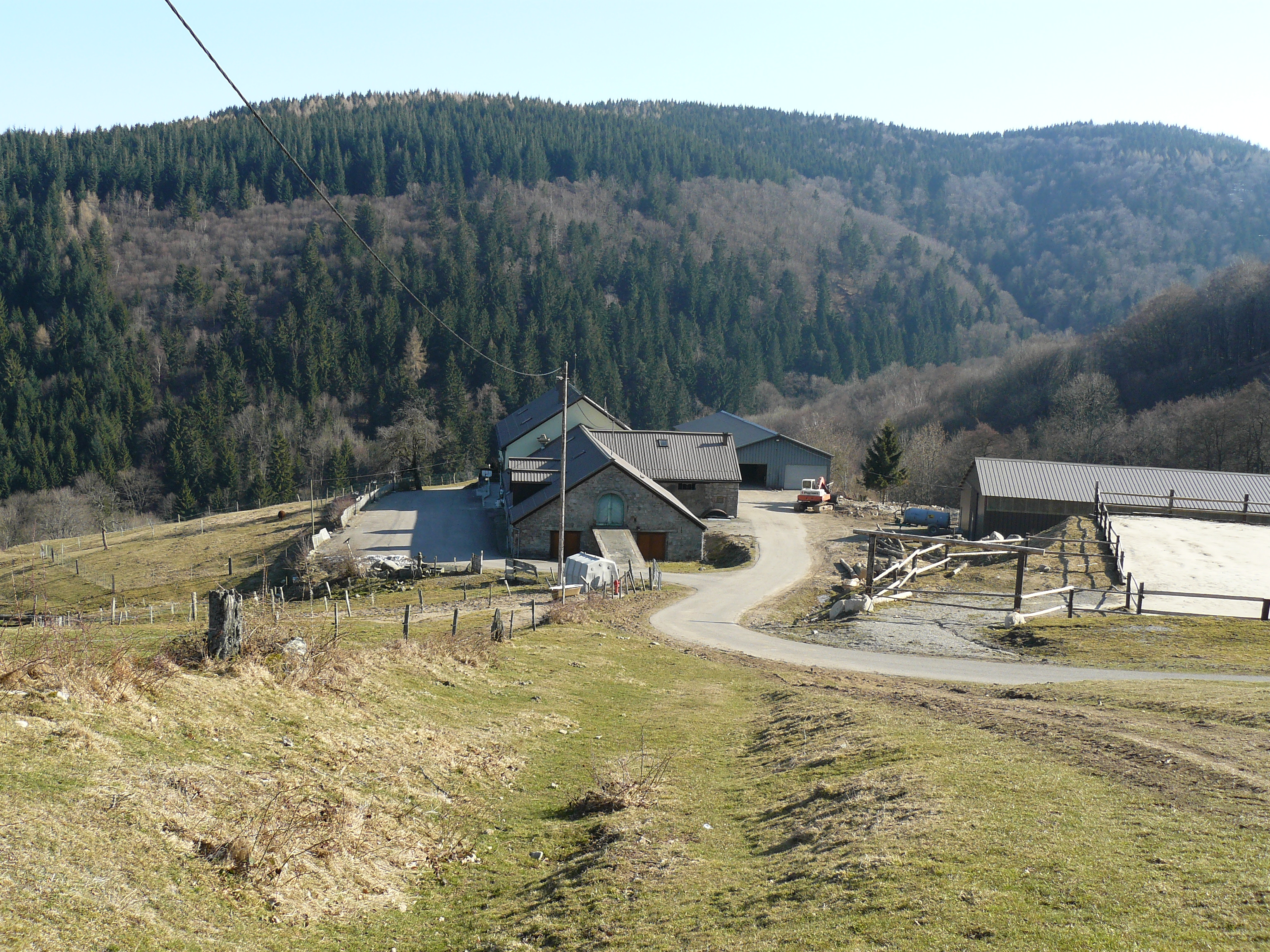
Ferme-auberge de la Glasshutte.

Le nom Glasshutte provient probablement d'une ancienne verrerie qui existait au XVIIIe siècle et où travaillèrent de nombreux verriers. Aujourd'hui, la ferme-auberge de la Glasshutte accueille de nombreux randonneurs qui viennent se désaltérer et se rassasier après avoir fait une longue promenade dans les alentours. Plusieurs chemins forestiers permettent de se rendre sur les contreforts du Grand Ballon, mais aussi au Judenhut, au Munsteraeckerle, ou encore au Roedelen où existe également une autre ferme-auberge.